# Guam nos Jogos Olímpicos de Verão de 2004
Guam competiu nos Jogos Olímpicos de Verão de 2004, em Atenas, na Grécia.